# Michael Ennis
Michael Ennis (Pasadena, 1950) è uno scrittore statunitense.

## Biografia
Nato a Pasadena in California, Michael ha studiato a Berkeley. È storico e storico dell'arte, editore di riviste d'arte e critico. Ha pubblicato alcuni romanzi, fra cui La Duchessa di Milano, Byzantium e La congiura Machiavelli.